# Sibbaldia omeiensis
Sibbaldia omeiensis là loài thực vật có hoa trong họ Hoa hồng. Loài này được T.T. Yu & C.L. Li miêu tả khoa học đầu tiên năm 1981.